# 奥尔比耶勒河
奥尔比耶勒河（法語：Orbiel，法語發音：[ɔʁbjɛl]）是法国奥克西塔尼大区塔恩省与奥德省的河流，是奥德河的左支流，长41千米。